# دانيال كادي
دانيال كادي (بالإنجليزية: Daniel Cady) هو قاضي ومحامي وسياسي أمريكي، ولد في 29 أبريل 1773 في كانان في الولايات المتحدة، وتوفي في 31 أكتوبر 1859 في جونستاون في الولايات المتحدة. حزبياً، نشط في الحزب الجمهوري. وقد انتخب عضو جمعية ولاية نيويورك وانتخب عضو مجلس النواب الأمريكي.